# Stojan Kolev
Stojan Kolev Petrov (in bulgaro Стоян Колев Петров?; Sliven, 3 febbraio 1976) è un allenatore di calcio ed ex calciatore bulgaro, di ruolo portiere, allenatore dei portieri dell'Arda Kărdžali.

## Palmarès

### Club

#### Competizioni nazionali
- Campionato bulgaro: 1

CSKA Sofia: 2002-2003
- Coppa di Bulgaria: 1

CSKA Sofia: 2015-2016
- Supercoppa di Bulgaria: 1

Lokomotiv Plovdiv: 2004